# هانك هانكوك
هانك هانكوك (بالإنجليزية: Hank Hancock)‏ هو سياسي أمريكي، ولد في 3 مارس 1936 في فرانكفورت في الولايات المتحدة.